# فرجينيا إروين
فرجينيا إروين (بالإنجليزية: Virginia Irwin)‏ هي مراسلة عسكرية وصحفية أمريكية، ولدت في 29 يونيو 1908 في كوينسي في الولايات المتحدة، وتوفيت في 19 أغسطس 1980.